# هينولا

موقع هينولا.

شعار هينولا.

هينولا (Heinola) مدينة فنلندية يقطنها 20259 ساكن. تقع في إقليم بايات هامي. لعل أشهر ما تعرف به هينولا هي أنشطتها الصيفية مثل بطولة العالم للجلوس في الساونا.

## التاريخ
كانت هينولا قرية نائية من هولولا الأكبر ثم اكتسبت أهمية حتى عام 1776 عندما رقاها غوستاف الثالث ملك السويد لتكون مركزاً حكومياً في المقاطعة التي كانت تقع فيها. خطة الشبكة من وسط المدينة هو من تلك الحقبة. هينولا أصبح أيضا مركزا للتجارة بالنسبة للمناطق المجاورة.
عندما أصبحت فنلندا جزءا من روسيا في 1809، انتقلت عاصمة اقليم الحدود شرقا مع الدولة. لتعويض هذا، اكتسبت هينولا وضع المدينة في 1839. قبل الحرب العالمية الثانية، كان من المعروف على نطاق واسع باعتبارها هينولا مدينة الحمامات، وحتى عام 1972 كانت بمثابة مكان لمعهد (seminaari) الذي يدرس المعلمون في المدرسة الابتدائية. وقد أنشئت هذه كلا في العقد الأخير من القرن التاسع عشر، ولعب دورا هاما في حياة المدينة.

## الاقتصاد
بعد الحرب العالمية الثانية، باتت هينولا اقتصادياً مدينة صناعية، ويرجع ذلك أساساً إلى الصناعة الخشب التحويلية. ظلت صناعة أكبر مصدر للعمالة حتى السبعينات، بنمو قطاع التجارة والخدمات بشكل أكبر، متتبعين الاتجاه الوطني.
وقد تضررت هينولا بشدة من جراء ركود أواخر العقد الأول من القرن الحالي. شركة يو بي إم، التي كانت أكبر رب عمل بعد القطاع العام، أعلنت إغلاق منشرتها وطاحونة الخشب الرقائقي في هينولا خلال عام 2010.

## الجغرافيا
تقع هينولا إلى حد كبير بين بحيرتي رووتسالاينن وكونيفيسي. يعبر المدينة ممر مائي يربط البحيرتين، إلى جانب مع كثيب يعبر المدينة أيضا، وهذه سمة جغرافية تميز هينولا.
طريق سيار (الطريق الوطني الفنلندي 4/E75) يربط هينولا بلهتي (مسافة 35 كم) وهلسنكي (مسافة 138 كم).

## التوأمة
هينولا متوأمة مع بييشتاني في سلوفاكيا، كارلسهامن في السويد، بارانافيتشي في روسيا البيضاء وبيني في ألمانيا.

## وصلات خارجية
- مدينة هينولا – الموقع الرسمي